# バベルの塔 (ゲーム)
『バベルの塔』（バベルのとう）は、ナムコが開発し1986年7月18日に発売されたファミリーコンピュータ用アクションパズルゲーム。「ナムコット ファミリーコンピュータゲームシリーズ」第16弾。
旧約聖書の『創世記』に登場するバベルの塔をモチーフとしたゲームであり、主人公のインディー・ボーグナインを操作して塔の上階を目指す。
従来のタイトル画面のロゴは「BABEL」表記だったが、2014年配信のWii U・バーチャルコンソール版以降の移植作品では「THE TOWER OF BABEL」表記に差し替えられている。
日本のみで発売された作品だったが、2023年にNintendo Switch Online向けのサービス『ファミリーコンピュータ Nintendo Switch Online』で配信され、初めて海外でもリリースされた。海外版のタイトルは『Mystery Tower』。

## あらすじ
はるか昔、古代バビロニアの人々は、神に近づくことを夢見て高い塔の建造を試みた。それがバベルの塔となる。バビロニアの神々が地上に降臨するための「神の階段」、そして塔の頂上には、神々が地上に赴く時に立ち寄ると信じられた美しい空中庭園がつくられたという。バビロンの空中庭園に関しては古代世界の七不思議とされているが考古学者のインディー・ボーグナインは謎を解き明かす事に興味を持ち、塔の探検に出発する。

## システム
全64面のフロアを、L字型の「不思議な石」を並べ替え、組み合わせて階段を作り、敵を回避しながら出口から脱出してクリアしていくゲーム。
フロアによっては出口を封印する水晶玉が置かれており、それを全て回収しないと扉は開かない。
主人公のインディーには、不思議な石を持ち上げる度に消費されるパワーが設定されており、パワーが尽きた状態で石を持ち上げられるとミスとなる。また複数個持ち運ぶことや、石を持ったままツタの上り下りはできない。
石は階段状の面は上り下りでき、また階段状につなげることができる。これを応用し、石の向きを変える、半段差や半スペースを利用して巧みに積む、下にある石を引っこ抜いて階段状に積みあがった複数の石をそのまま落とす、などの操作ができる。
8面ごとに、「壁画の間」と呼ばれるフロアがあり、そのフロアで特定の行動をすると「ビッグパスワード」という壁画が現れる。このビッグパスワードを出すための条件はゲーム中では全く示されていない（攻略ヒントは一切無く、ひたすらプレイヤーの勘に頼るしかない）。最終面クリア後、それまで集めた8つのビッグパスワードを入力する場面となり、正確に入力しないとエンディングを見ることができない。
タイトル画面でとあるコマンドを入力することにより、タイトル画面が青く変色し、「BABEL-PRO」という裏面（通称「裏バベルの塔」）をプレイできる。表面64面を難なくクリアできる人に適した難易度を誇り、壺でのパワー回復ができず、より本格的なパズルを堪能できる（特に高難易度なのは，裏27面及び裏63面である。）。

### 面選択とパスワード
- ゲームスタート時、16〜64面までのゲームラウンドの選択をした場合には、スタートボタンを押すとパスワードの入力状態となる。
- 十字ボタンの上下を使用し、不思議な石、ツタ、出口、ブランク、の4種類のパスワードを入力。正しければ、ABボタンのどちらかを押すとスタート。間違っているとやりなおし。

### ミス
インディーが以下の状況になったときはやられてミスとなり、残り数をひとつ失う。残り数が1のときにミスをするとゲームオーバーとなり、タイトル画面に戻る。なおフロアクリアで残り数は1増える（上限は9）。
- 敵と接触したとき。
- 各フロア最下段のとげに接触したとき。
- 落下する石の下敷きになったとき。石を持ったまま飛び降りて石と一緒に着地したときも下敷きとなる。
- 雲に乗って移動中、雲と床や石の間にはさまれたとき。
- パワーが0のときに石を持ったとき。
- 魔法のランプを持って石を通り抜けている途中でBボタンを放したとき。
- セレクトボタンを押してやりなおし（ギブアップ）したとき。
- 最終面クリア後のビッグパスワードを間違えたとき（このときは残り数にかかわらずゲームオーバーとなる）。

### アイテム
壷
ゲーム中、エリアの各所に現れる白い壷。取るとインディーのパワーが1回復する。
なお、前述の「BABEL-PRO」では壷をとってもパワーが回復しない。
王冠
石を持ち上げるとまれに現れる。取るとインディーの歩く速度が上昇する。
ダイヤモンド
敵を多数倒すことにより現れる。取ると一定時間の間インディーの色が点滅し、無敵になる。
魔法のランプ
たくさんの石を一度に落下させることにより現れる。取るとフロアをクリアするかミスをするまでの間、Bボタンを押したままで石をすり抜けられるようになる。
石に重なった状態でBボタンを離すとミス。
流れ星
持ち上げた石の上でウルを長時間乗せていると画面上方から現れる隠しアイテム。取るとインディーの歩く速度が大幅に上昇する。

### 得点
各フロアの出口にたどりついた後、得点計算モードになり、集計される。
- GRADE POINT - 面をクリアするともらえる。1〜7面まで1,000点、以後8面毎に1,000点増えていく(最大8,000点)
- POWER POINT - 残りパワー1ポイントにつき100点
- 宝物
  - 壺 - 1個につき100点
  - 王冠 - 1個につき200点
  - ダイヤモンド - 1個につき500点
  - 魔法のランプ - 1個につき1,000点

## 登場キャラクター
インディー・ボーグナイン
主人公。考古学者であり冒険家でもある。バビロンの空中庭園を目指すべく、バベルの塔を登る。
ペンネームは「コギト・エラスムス」。

### 敵キャラクター
ウル
バベルの塔に住み着く地縛霊。執拗にインディーを追いかける。石で潰すことにより倒すことはできるが、一定時間後に復活する。
ファミコン版でのウルのグラフィックは一種類のみだが、ナムコアンソロジーのアレンジ版では男女のグラフィックが用意されている。基本的には邪魔者だが、面によっては彼（彼女）がいないとクリアできない面（FC版裏フロア14、50ほか）も存在する。
コウモリ
山なりに跳ね回るコウモリ。床の切れ目をすり抜けることがある。
バベルズ
岩の化け物。遅いスピードで歩き回り、床の切れ端にくると石を作る性質を持つ。一回倒されると復活しない。
バベルズが生み出す石を使用しなければクリアできない面があるため、敵でありながら味方でもある存在。

### その他
スペース
インディーや敵キャラクター、石などが通過する何もない空間。何もない状態だと真下に転落する。
床
インディーとウルが歩いたり、石を置いたりできる足場。
ツタ（ハシゴ、ロープ、鎖）
インディーとウルが昇降できる道具。また、上と中の部分を歩くこともできるが、真下に床がない場合は石を持ったまま歩くことはできない。また石は干渉されない（スペースと同じ扱い）。
不思議な石
鉤型の石で、インディーが持ち運びできる。階段状になった内側はそのまま歩くことができる（石を持ちながら歩くことも可）。階段状になった石は同じ向きだとそのままつなげることができる（逆は不可）。また、敵のバベルズが一定法則で作り出す。落ちてきた石に潰されたり、石を持ったまま一段差以上落ちたりするとミス（途中で石が引っかかる場合はこの限りではない）。
扉
インディーが目指す場所で、足場がないと入れない。封印されている扉は画面上の水晶球を全部回収する必要がある。石は重なり、少しでも石に隠れると入ることができない。また、石を持ったままでは入れない。
水晶球
インディーのみが回収できる宝物で、これをすべて回収しないと扉の封印が解けない。扉と異なり足場は必要なく、石の持ち運びに関係なく、また半分触れるだけで取ることができる。石の裏側やツタの中に置かれている場合もある。
絨毯
左右に移動する魔法の絨毯。石を持ったまま乗ることもできる。真ん中に石を置くと千切れてしまう。
雲
上下に移動する魔法の雲。石を持ったまま乗ることもできる。床に挟まれたり、最下部の針山に接触するとミス。床手前で石と重なると雲が床をすり抜けてしまうバグがある。

## 他機種版
ファンメイドの移植としてX68000版が1997年11月に作られているが、非公式作品のためここでは省く。

### 一覧
| No. | タイトル                                      | 発売日                    | 対応機種                       | 開発元          | 発売元     | メディア                                  | 型式         | 備考                           | 出典                        |
| --- | --------------------------------------------- | ------------------------- | ------------------------------ | --------------- | ---------- | ----------------------------------------- | ------------ | ------------------------------ | --------------------------- |
| 1   | VS.バベルの塔                                 | 1986年                    | アーケード                     | ナムコ          | ナムコ     | 業務用基板                                | -            | 任天堂VS.システム対応          |                             |
| 2   | ナムコギャラリー Vol.3                        | 1997年7月25日             | ゲームボーイ                   | ナムコ          | ナムコ     | 4メガビットロムカセット                   | DMG-AV3J-JPN | 他3作品と同時収録              |                             |
| 3   | ナムコアンソロジー1                           | 1998年6月4日              | PlayStation                    | ナムコ          | ナムコ     | CD-ROM                                    | SLPS-01220   | 他3作品と同時収録              |                             |
| 4   | バベルの塔                                    | 2003年3月3日              | J-スカイ （Javaアプリ）        | インプラス      | ナムコ     | ダウンロード （ナムコアプリキャロットJ ） | -            |                                | [ 4 ]                       |
| 5   | 裏バベルの塔                                  | 2006年8月1日              | ボーダフォンライブ （Vアプリ） | インプラス      | バンナム   | ダウンロード （ナムコ・ゲームス）         | -            |                                | [ 5 ]                       |
| 6   | バベルの塔                                    | 2014年10月22日            | Wii U                          | バンナム        | バンナム   | ダウンロード （バーチャルコンソール）     | -            | ファミリーコンピュータ版の移植 | [ 6 ] [ 7 ] [ 8 ]           |
| 7   | ナムコットコレクション                        | 2020年8月20日             | Nintendo Switch                | B.B.スタジオ M2 | バンナム   | Switch専用ゲームカード ダウンロード       |              | ファミリーコンピュータ版の移植 | [ 9 ] [ 10 ]                |
| 8   | ファミリーコンピュータ Nintendo Switch Online | 2023年6月5日 2023年6月6日 | Nintendo Switch                | 任天堂          | 任天堂     | ダウンロード                              | -            | ファミリーコンピュータ版の移植 | [ 11 ] [ 12 ] [ 13 ] [ 14 ] |
| 9   | VS. バベルの塔 VS. MYSTERY TOWER              | INT 2025年3月6日          | PlayStation 4 Nintendo Switch  | ハムスター      | ハムスター | ダウンロード （アーケードアーカイブス）   | -            | アーケード版の移植             | [ 15 ] [ 16 ] [ 17 ]        |

### アーケード版
任天堂VS.システム用ゲーム。大まかな内容はファミコン版と同じだが、細部においていくつもの違いがある。以下違いを挙げる。
- ファミコン版ではフロア選択は1階から64階まで選べたが、アーケード版では1階から60階までの範囲となっている。
- ステージはファミコン版のステージが流用されているが、フロアの順番が異なり、ファミコン版のオモテ面とウラ面が混ざった構成となっている。また、「裏バベルの塔」は存在しない。
- 石を持ち上げる回数制限の「パワー」の概念が無くなり、際限なく石を持ち上げる事ができる。代わりに各フロアごとに制限時間が設けられており、制限時間を超過すると1ミスとなる。また、それに伴いアイテム「壺」の効果が制限時間5秒追加と変更となった。その他、クリアリザルトがファミコン版ではパワー1つに付きスコア100点だったのが、アーケード版では残り時間10秒に付き100点となっている。
- ファミコン版では1フロアクリアするごとに残機が1つ増えたが、アーケード版では8フロアクリアするごとに残機が1つ増える。
- 累計で4秒間方向入力がない時間が経過するたびに、自機がいる反対側の壁から「放置防止キャラ」が出現する。当たると1ミスだが、少しでも方向入力が入ると消える。
- フロアをクリアすると貰えるGRADE POINTが、アーケード版では1階から15階までが1,000点で、以降16階ごとに1,000点増えていく（最大4,000点）。
- ビッグパスワードを間違えると残機を1失い60階からやり直しとなる。この時60階のパスワード入力画面に戻されるが、そのパスワードを間違えるとフロア選択画面に戻され1階からスタートできてしまう。

### ナムコアンソロジー1版
従来のFC版（クラシック版）のほか、アレンジ版を収録。以下アレンジ版の特徴を挙げる。
- ステージの刷新・新ステージの追加。FC版では水晶球の上限は3個だが、アレンジ版はそれ以上の個数が登場する。
- FC版ではフロアに天井が存在したが、アレンジ版は天井が存在しない。最上段に石があった場合、その上を歩いて通過できる。
- 背景やBGMに種類があり、また石（木や金属、レンガなど）やツタ（梯子、ロープ、鎖など）のデザインが異なることがある。
- パスワードの入力が不要。クリアしたフロア数がセーブされる。
- ウルのスピードが遅い。
- インディーが石を抜き取ったとき、宙に浮かんでいる石の落下するタイミングが若干早くなっている。
- ビッグパスワード解読のための古文書が各フロアに置かれている。この古文書を取ることで、8面ごとの壁画の間のヒントが解読できる（場所によっては、とんでもない所にある。また、取らなくてもクリアは可能）。
- FC版では魔法のランプ使用中に石の中でコマンドを解除するとミスとなるが、本作ではそのまま自動的に横にスライドして石の外に放り出され、ミスとならない（インディーの向きにしたがって動き、その間は操作不能）。また、ランプを使って床をくぐり抜けることも可能。
- 床の下半分の判定が異なり、FC版では石を持ったままでは通り抜けられなかった隙間が通り抜けられる面がある。
- 「BABEL-PRO」をプレイすると、さらに「ニューバベル」がプレイ可能。難度はアナザーより劣るが、プレイに根気を必要とする面が多い。また、背景が滝、宇宙、ナムコの間（バックに往年の名作のグラフィックが登場する）、ジャングル、天空城などとかなり趣向が凝らされている。

ナムコアンソロジー版のみ、自分でステージを作れるエディット機能を搭載しており、ある条件を満たすことで遊べるようになる。パワーは255まで設定可能、ウル・コウモリ・バベルズ・水晶玉・古文書などは合計32個まで設置可能。また、背景は24種類から選べる。フロアはメモリーカードの容量だけ製作可能（1ブロック消費）。

### アーケードアーカイブス版
上記VS.システム版の移植。「こだわり設定」にてキャラクターが重なった時の見え方を原作と同じにする「原作と同じキャラクター描画」、フロア選択画面でのパスワード入力を自動で行う「パスワード自動入力」、放置防止キャラを出さなくする「特定の敵キャラを出さない」（オリジナルモードのみ）、アイテムによって上がるスピードのレベルを表示する「スピードレベルの表示」といった設定が可能。また、オリジナルモードのみ「自滅用ボタン」が設定でき、そのボタンを押すと即座に自滅（1ミス）できる。その他、ハイスコアモードでは、ビッグパスワードを間違え60階に戻された時に、60階のパスワードを自動入力されるようになっている。

## スタッフ
- 企画：永島洋武
- プログラマー：普川隆志
- 音楽：中潟憲雄
- キャラクター・デザイナー：冨士宏
- ドット絵作成：細江慎治（アルバイト）[19]

基本的な職掌は上記のとおりだが、人員不足のため「マップ作成からデバッグまで、やれることはなんでもやった」と中潟が語っている。

## 評価
| 項目 | キャラクタ | 音楽 | 操作性 | 熱中度 | お買得度 | オリジナリティ | 総合  |
| 得点 | 3.05       | 3.01 | 2.94   | 2.89   | 2.81     | 3.00           | 17.70 |

ゲーム誌『ファミリーコンピュータMagazine』の読者投票による「ゲーム通信簿」での評価は以下の通り17.70点（満30点）と標準的な評価となったが、同雑誌1991年5月10日号特別付録の「ファミコンロムカセット オールカタログ」においてゲームの奥深さを指摘した他、他社のゲームと比較して安価であった事から「パズル好きに喜ばれた」と肯定的なコメントで紹介されている。また、ゲーム誌『ユーゲー 2003 Vol.07』において罰帝は、L字型の石が同じ方向に積みあがる事が物理法則を無視していると指摘した上で「神秘的なストーリーにマッチしていて雰囲気を盛り上げていた」と世界観に関して肯定的に評価した他、通常面と壁画の間のBGMが異なる事で「メリハリが利いている」と音楽面でも高評価を与えた。また、「ボリュームたっぷりの全64面をクリアしても、より難易度が高い『裏バベル』が登場し、さらに倍以上楽しめる」とコストパフォーマンスの高さに関して肯定的に評価している。